# Fables & Dreams
Fables & Dreams to drugi album studyjny szwajcarskiej grupy Lunatica grającej metal symfoniczny. Wydany 18 października 2004.

## Lista utworów
1. "The Search Goes On" - 4:15
2. "Avalon" - 3:42
3. "Elements" - 6:54
4. "Fable of Dreams" - 5:22
5. "Still Believe" - 6:11
6. "The Spell" - 4:48
7. "The Neverending Story" - 5:36
8. "Hymn (Ultravox song)" (Ultravox Cover) - 4:30
9. "Silent Scream (2004)" - 5:23
10. "A Little Moment of Desperation" - 4:58

## Single
- "Fable of Dreams" (2004)